# Liste der Stolpersteine in Magdeburg-Reform
Die Liste der Stolpersteine in Magdeburg-Reform enthält die Stolpersteine im Magdeburger Stadtteil Reform, die an das Schicksal der Menschen erinnern, die im Nationalsozialismus ermordet, deportiert, vertrieben oder in den Suizid getrieben wurden. Sie ist nach Nachnamen sortiert und listet Namen, Standorte. Die Tabelle erfasst insgesamt einen Stolperstein und ist teilweise sortierbar; die Grundsortierung erfolgt alphabetisch nach dem Familiennamen.
| Bild               | Inschrift | Name               | Ort                  | Verlegedatum  | Anmerkungen                                      |
| ------------------ | --- | ------------------ | -------------------- | ------------- | ------------------------------------------------ |
| Wellhausen, Ludwig | HIER WOHNTE LUDWIG WELLHAUSEN JG. 1884 IM WIDERSTAND/SPD VERHAFTET 1939 GEFÄNGNIS MAGDEBURG SACHSENHAUSEN ERMORDET 4.1.1940 | Wellhausen, Ludwig | Quittenweg 2 (Karte) | 26. Apr. 2019 | Biografie: Wellhausen_Ludwig.PDF (PDF; 717,3 kB) |